# ETH Zürich Foundation

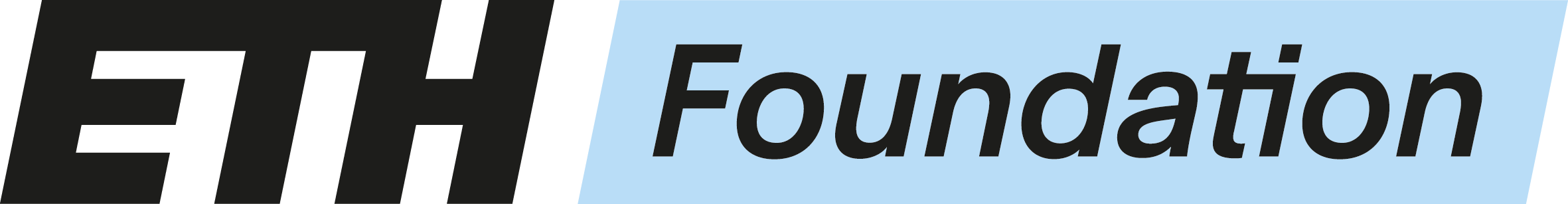
Neues Logo der ETH Zürich Foundation

Die ETH Zürich Foundation ist eine unabhängige, gemeinnützige Schweizer Stiftung, welche die Lehre und Forschung an der ETH Zürich unterstützt. Sie ist nicht Teil der Eidgenössischen Technischen Hochschule (ETH Zürich), sondern hat eine eigene privatrechtliche Identität und wird von einem Stiftungsrat sowie einer Geschäftsstelle geführt. Diese Stiftung erhält gemeinnützige Donationen von Unternehmen, anderen Stiftungen und Privatpersonen, darunter viele ETH-Absolventen (Alumni). 
Es bestehen zwei Schwesterstiftungen in Deutschland und in den USA, um Beziehungen zu Stiftungen, Privatpersonen und Unternehmen vor Ort zu pflegen. 

## Prinzipien
- Strategische Projekte und besondere Talente der ETH Zürich sollen gefördert werden.
- Die Freiheit von Lehre, Forschung und Publikationen bei geförderten Personen und Projekten der ETH Zürich muss gewährleistet sein.
- Professuren, Institute oder Zentren können unterstützt werden.
- Bei Donationen mit bestimmtem Verwendungszweck muss die Schulleitung der ETH Zürich den Vorhaben zustimmen.
- Die Vertrauenswürdigkeit von Donationen wird unter Anwendung der relevanten Gesetzgebung geprüft.
- Ein Jahresbericht erläutert die erfolgten Zuwendungen sowie die finanzielle Situation der Stiftung.[1]
- Förderer, welche ein bestimmtes Projekt unterstützen, werden über die entsprechenden Entwicklungen und Ergebnisse regelmässig informiert.

## Arbeitsweise
Der Stiftungsrat umfasst 14 Personen (Stand Ende 2024). Er agiert ehrenamtlich.
Eine Geschäftsstelle nimmt die operativen Aufgaben wahr. Das Team von 28 Personen unter Leitung ihres Geschäftsführers Donald Tillman ist in Zürich tätig (Stand Ende 2024).
Der Betriebsaufwand wird aus den Kapitalerträgen des verwalteten Vermögens finanziert. Sämtliche an die ETH Zürich Foundation gesprochenen Mittel kommen in vollem Umfang dem Förderzweck zugute.
Bei Schenkungen von Immobilien kümmert sich die Tochtergesellschaft Immobilien ETHZF AG um die Haltung von Liegenschaften zugunsten der ETH Zürich.
Die Buchprüfung erfolgt durch PricewaterhouseCoopers AG, Zürich.

## Tätigkeiten

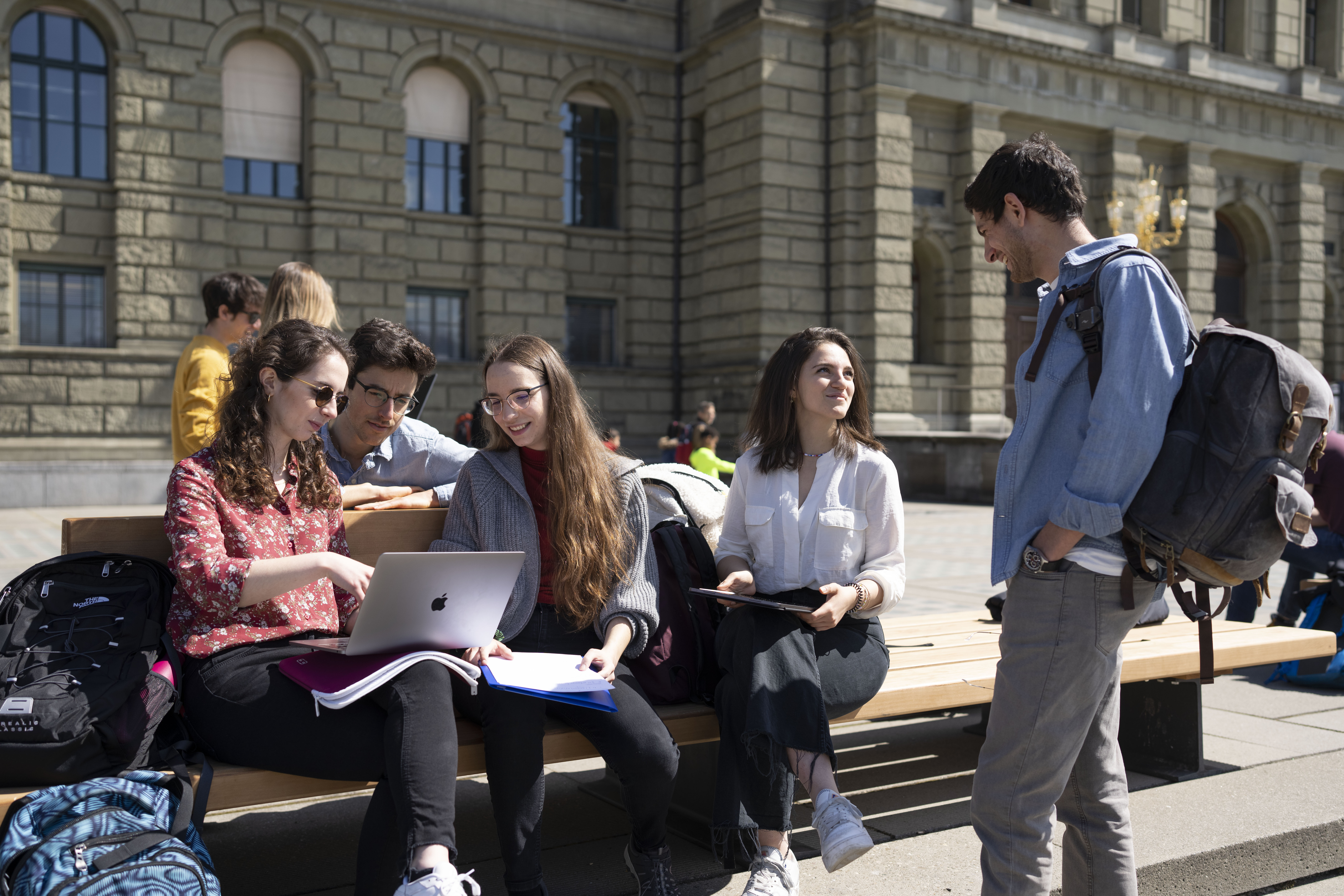
Durch Exzellenz-Stipendien geförderte Master-Studenten der ETH Zürich.

### Talentförderung an der ETH Zürich
- Seit 2007 werden Exzellenz-Stipendien an Master-Studierende vergeben. So wurden 2024 58 Exzellenz-Stipendien an Studierende aus 23 Ländern ausgerichtet.[3] Jährlich wird der Anlass Meet the Talent durchgeführt, an welchem die entsprechenden Donatoren die geförderten Studenten treffen können.[4]
- Seit 2020 werden neben Exzellenz-Stipendien auch Sozial-Stipendien an Studenten ausgerichtet, welche eine finanzielle Unterstützung benötigen.[5] 2024 waren dies 117 Studierende.[6]
- Seit 2009 jährliche Verleihung des Rössler-Preises an Nachwuchswissenschaftler. Die mit 200'000 Schweizer Franken höchstdotierte Auszeichnung für Forschung an der ETH Zürich wird durch eine Schenkung von ETH-Alumnus Max Rössler ermöglicht und jeweils vom Präsidenten der ETH Zürich übergeben. Unter den Preistragenden sind beispielsweise Marco Hutter, Tanja Stadler und Gerald H. Haug.

### Förderung von Jungunternehmenden
- Seit 2010 werden Pioneer Fellowships an angehende Jungunternehmerinnen und Gründer vergeben.[7]

### Anschubfinanzierungen für ETH-Professuren
- Die Nachkommen von Donald C. Cooper, einem australischen Arzt, haben 2019 über die ETH Foundation vier Professuren im Decision Science Laboratory durch eine Donation von 25 Millionen Schweizer Franken gefördert.
- Die Albert Lück Stiftung des ehemaligen Bauingenieurs gleichen Namens ist der Förderung von Lehre und Forschung sowie des Studiums auf dem Gebiet des Bauwesens an der ETH Zürich gewidmet. Nachdem bereits zwei Professuren am entsprechenden Departement und das Forschungsprojekt  «Holztragewerke» von dieser Stiftung gefördert wurden, werden zusätzlich interdisziplinäre Projekte von Doktorierenden durch den «Albert Lück Grant» unterstützt.[8]
- Die Dieter-Schwarz-Stiftung ermöglicht der ETH Zürich zwei neue Professuren für Bildungstechnologie und Computervisualisierung sowie den Ausbau des Einsatzes künstlicher Intelligenz.[9] Die Zusammenarbeit der Dieter-Schwarz-Stiftung mit der ETH Zürich wird noch wesentlich erweitert. Über die nächsten 30 Jahre sollen rund 20 neue Professuren in Zürich und auf dem Bildungscampus Heilbronn geschaffen werden. In diesem Rahmen wird die ETH Foundation 2024 einen Stiftungsfonds schaffen, um diese Partnerschaft langfristig zu etablieren und Investitionen in die Infrastruktur in Zürich zu tätigen.[10]
- Gefördert wurden weitere Professuren, wie beispielsweise: Innovatives und Industrialisiertes Bauen (Implenia), Data Science for Personalized Health (Wilhelm Schulthess-Stiftung), Robotik (Credit Suisse), Genombiologie (NOMIS Foundation[11] + Lotte und Adolf Hotz-Sprenger Stiftung[12]), Tiefengeothermie und Zentrum für Einzelatom-Elektronik und -Photonik (Werner Siemens Stiftung), Translational Neuromodeling (René und Susanne Braginsky-Stiftung[13]), Nachhaltige Agrarökosysteme (Syngenta), Nachhaltige Lebensmittelverarbeitung (Bühler Uzwil + Migros-Industrieunternehmen[14]), Logistikmanagement (Kühne-Stiftung), Humane Immunologie (Helmut Horten Stiftung), Biomolekulares Engineering (S. Leslie Misrock Stiftung), Physical Activity and Health (Wilhelm Schulthess-Stiftung), Leistungshalbleiter (ABB), Fluid Dynamik (Sulzer), Knorpel-Engineering der Regenerations- und Sportmedizin (FIFA), Integratives Risikomanagement (Swiss Re).
- Eine vollständigere Liste von geförderten Professuren wird durch die ETH Foundation nachgeführt.[15]

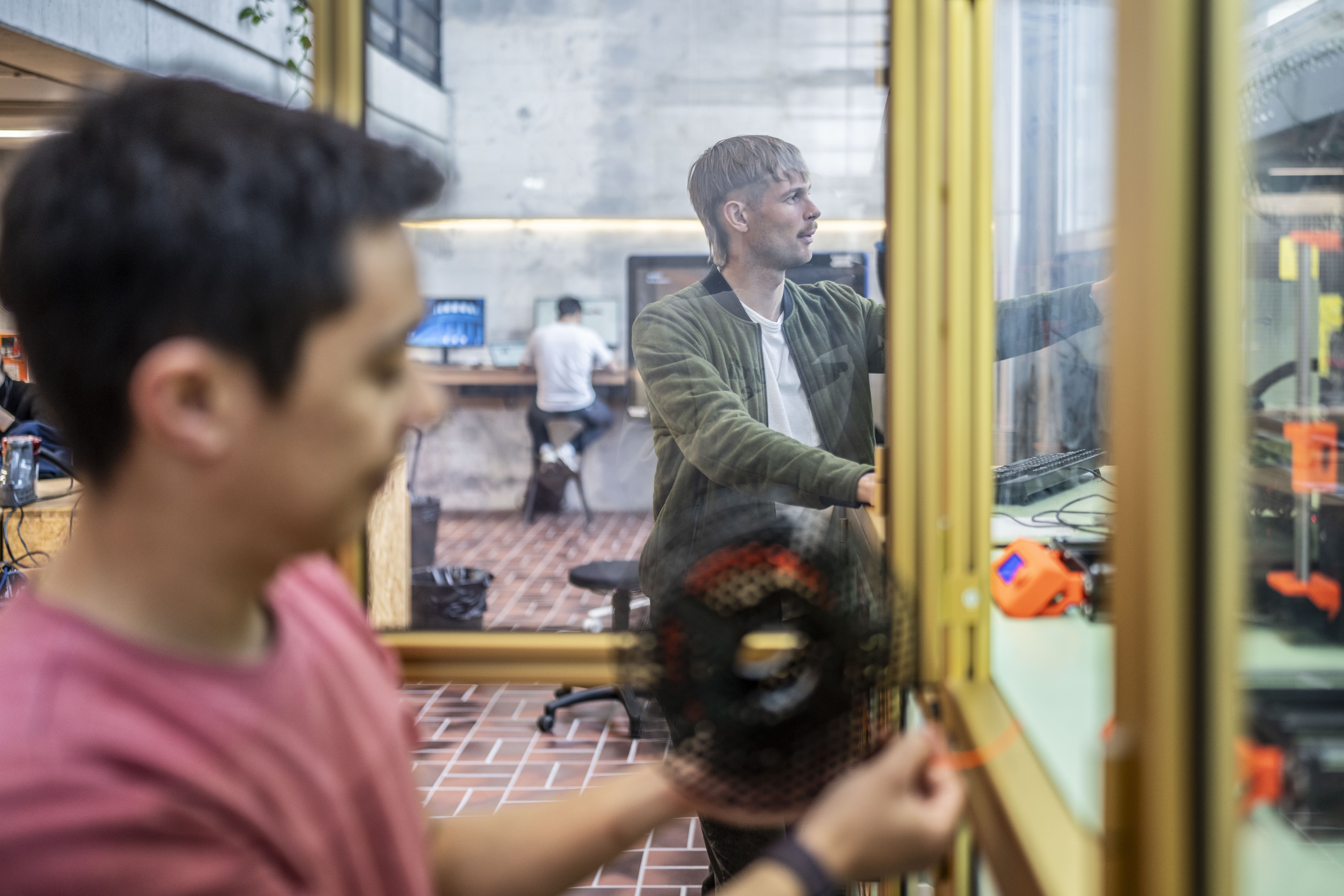
Das Innere des ETH-Ideenlabor Student Project House.

### Kompetenzzentren und Infrastruktur
- Die ETH Foundation wirkte massgeblich bei der Gründung und dem Betrieb des Instituts für Theoretische Studien der ETH Zürich (Alumni Martin Haefner (via Walter Haefner Stiftung) und Max Rössler) mit.[16]
- Der ETH-Absolvent Martin Haefner und Eigentümer der AMAG-Gruppe machte eine Donation von 40 Millionen Schweizer Franken, um ein neues Gebäude und die benötigte Infrastruktur für Hochtechnologie-Quantenforschung auf dem Campus Hönggerberg zu ermöglichen.[17]
- Seit Oktober 2021 ist das ETH-Ideenlabor Student Project House in Betrieb. Wesentliche Beiträge für dieses neue Labor haben folgende Donatoren geleistet: Franke Group, Ernst Göhner Stiftung, Georg Wacker, Baugarten Stiftung, Georg und Bertha Schwyzer-Winiker-Stiftung sowie Plastic Omnium.
- Die Werner Siemens-Stiftung unterstützt ab 2020 das neue Zentrum für Digitales Vertrauen. Die ETH Zürich will zusammen mit der Universität Bonn eine neue Sicherheitsarchitektur für das Internet entwickeln.[18]

### Förderung der Medizinforschung
Der Bereich Gesundheit und Medizin erfährt zunehmende Förderung durch die ETH Foundation.
- Unterstützung des Flagship-Projekts Zurich Heart der Hochschulmedizin Zürich dank zweckungebundenen Legaten (IMG Stiftung, Baugarten Stiftung, Schwyzer-Winiker Stiftung)
- Anschaffung einer neuen Kryo-Elektronenmikroskopeinrichtung zur Erforschung biochemischer Prozesse (Familie August von Finck, NOMIS Foundation-Georg Heinrich Thyssen, Monique Dornonville de la Cour Stiftung)
- Projekt Fruktosemetabolismus gefördert durch den Dr. Walter und Edith Fischli Fonds.
- Gründung des Wyss Translational Center Zurich ermöglicht durch Alumnus Hansjörg Wyss.[20]

### Publikationen
Jahresberichte informieren über die Verwendung der finanziellen Mittel. Zusätzlich publiziert die ETH Foundation themenspezifische Wirkungsberichte. Darüber hinaus veröffentlicht sie dreimal im Jahr das Magazin Uplift, welches der ETH-Publikation Globe beigelegt wird.

#### Jahresbericht
Im Jahr 2024 wurden insgesamt 162 Millionen Schweizer Franken an Donationen und Legaten der Stiftung anvertraut, womit die Bilanzsumme des Stiftungsvermögens per Ende 2024 rund 804 Millionen Schweizer Franken betrug.
Über den Zeitraum von 2003 bis 2021 stammten 36 % der Mittel von über 3000 Privatpersonen, 29 % von Unternehmen und 35 % von anderen Stiftungen und Organisationen.
Im Gegensatz zu bestimmten ausländischen Forschungsinstituten wie den Fraunhofer-Gesellschaften in Deutschland und privaten US-Hochschulen, machen die Fördermittel der ETH Foundation nur einen sehr kleinen Teil des gesamten Budgets der ETH Zürich aus, welche eine öffentliche Hochschule der Eidgenossenschaft ist.

## Auszeichnung
Die ETH Zürich Foundation wurde vom Deutschen Hochschulverband (DHV) für ihr erfolgreiches Unternehmensfundraising mit dem Hochschul-Fundraisingpreis 2021 ausgezeichnet.